# Ben Gorham
Alexander Ben Gorham, né le 5 juillet 1977, est un parfumeur suédois et ancien basketteur professionnel. Il est le fondateur de la maison de parfum Byredo.

## Biographie

### Enfance et débuts
Le père de Ben Gorham est originaire du Canada et sa mère d'Inde. Lorsque son père obtient un doctorat à l'Université de Stockholm, le couple emménage à Stockholm, où naît Ben Gorham.  
À l'âge de douze ans, Ben Gorham déménage avec sa mère et sa sœur à Toronto. A cet âge, il se révèle talentueux pour le basket-ball et reçoit une bourse pour fréquenter un lycée dans le nord de l'État de New York, à la Redemption Christian Academy, connue pour son équipe de basket-ball.  

### Carrière sportive
Après avoir obtenu son diplôme, Ben Gorham reçoit à nouveau une bourse de basket-ball à l'Université Ryerson de Toronto, après quoi il mène une carrière de basket-ball professionnel en Italie et en Allemagne. Afin de répondre aux exigences de son contrat professionnel, il doit obtenir la nationalité suédoise, ce qui l'amène à retourner en Suède. Cependant, sa demande de citoyenneté est rejetée, ce qui met fin à sa carrière de basketteur. 

### Carrière d'entrepreneuse et designer
Ben Gorham revient à Stockholm et étudié l'art à l'école d'art de Stockholm et, pendant ses études, il commence à créer des bougies parfumées, qui sont vendues, entre autres, chez NK et Svenskt Tenn. Les premières créations de parfums sont développées en collaboration avec le parfumeur Pierre Wulff, avec qui il fondé en 2006 la maison de parfum. Au décès de celui, il continue les créations de Parfums avec des nez tels Olivia Giacobetti et Jérome Epinette,. Byredo est la première maison de parfumerie suédoise et connaît un grand succès. La marque s'est rapidement répandue, s'est diversifiée sur les secteurs de la maroquinerie et de la haute joaillerie.
En 2013, Ben Gorham vend la majorité de Byredo à la société britannique de capital-risque Manzanita Capital et reste en qualité de directeur créatif. En 2021, le groupe catalan Puig entre également dans le capital.
En 2024, il lance un nouveau parfum. La même année, il ouvre  sa première boutique à Paris, au 199, rue Saint-Honoré.

### Galerie

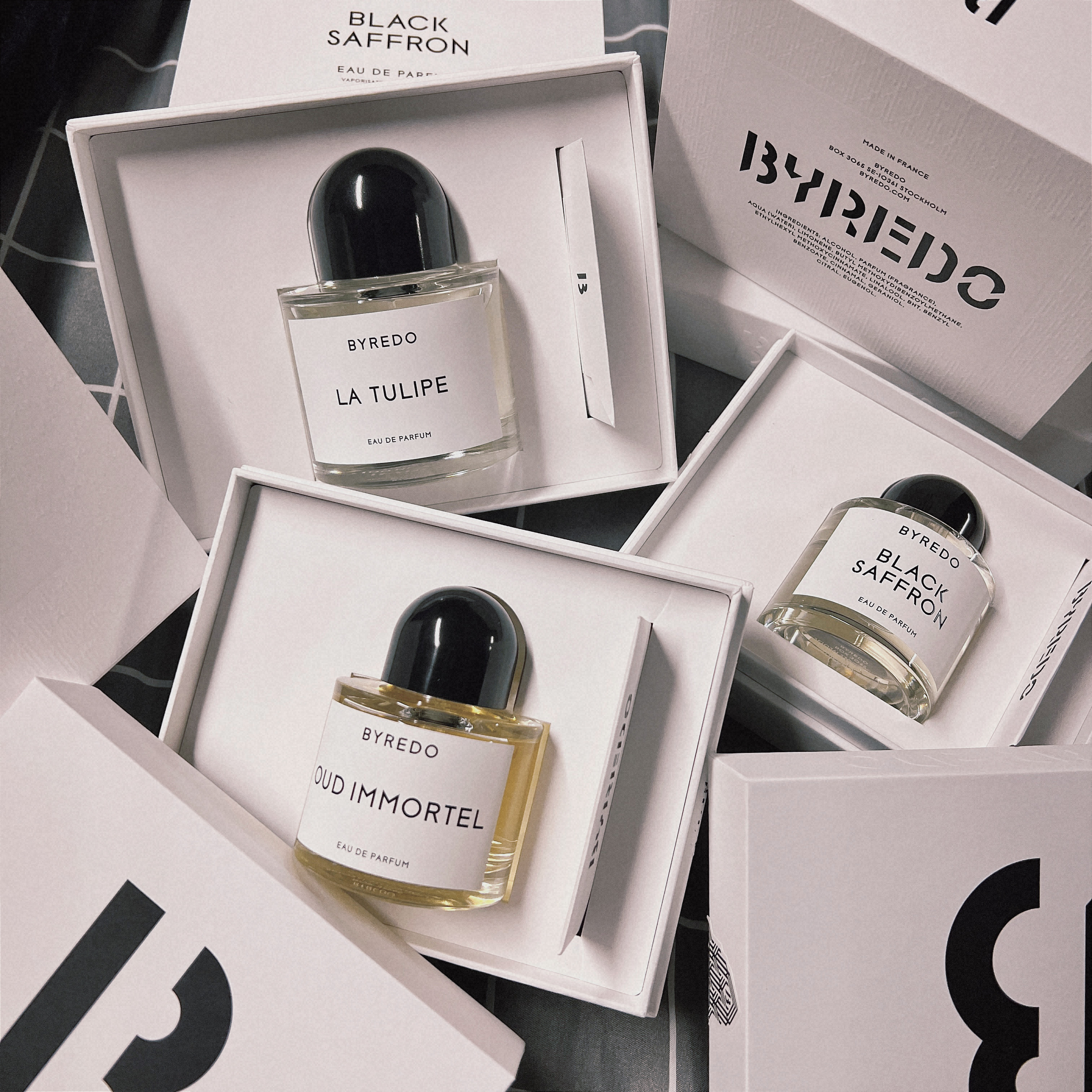
Parfums
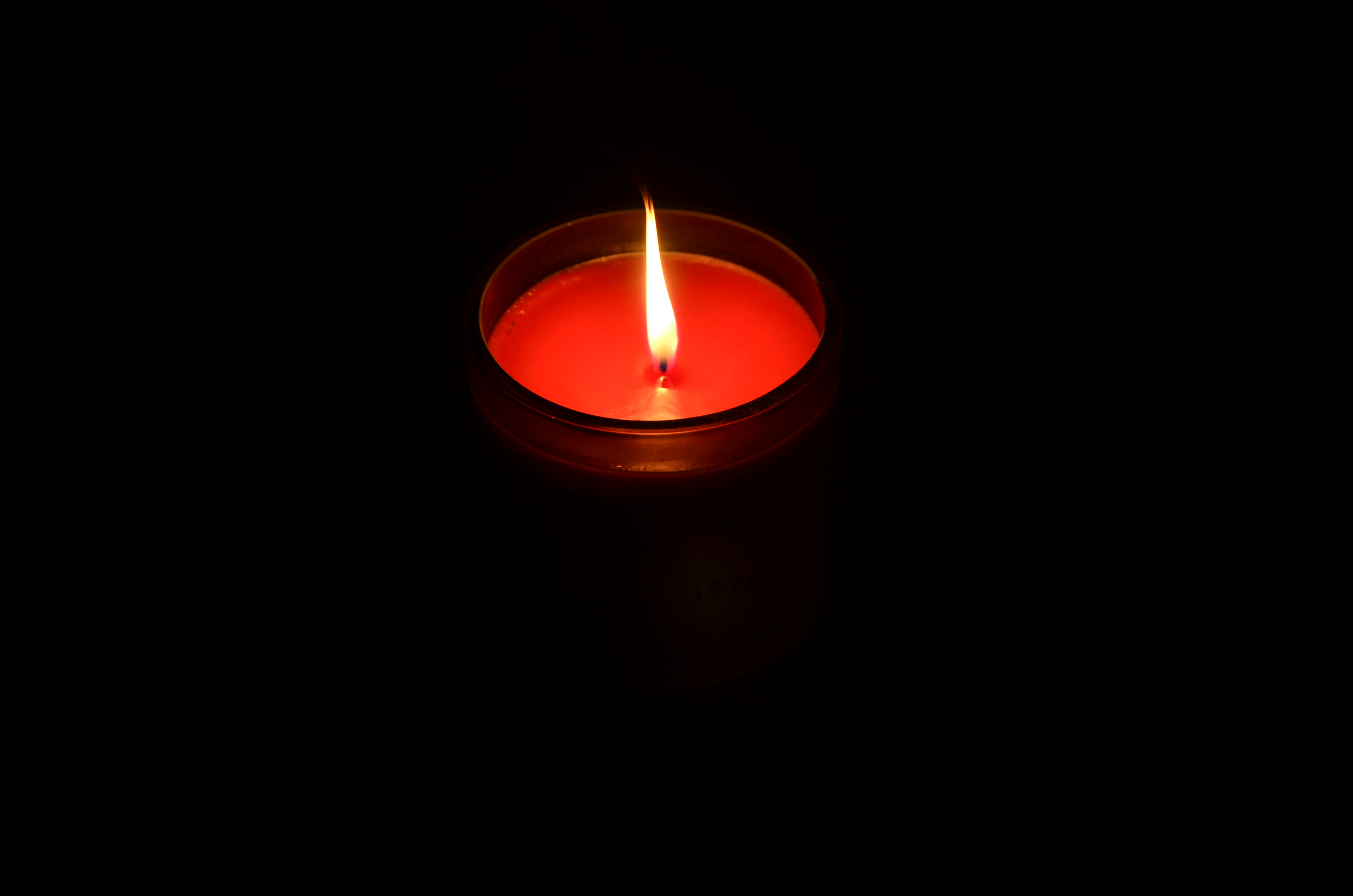
Bougie
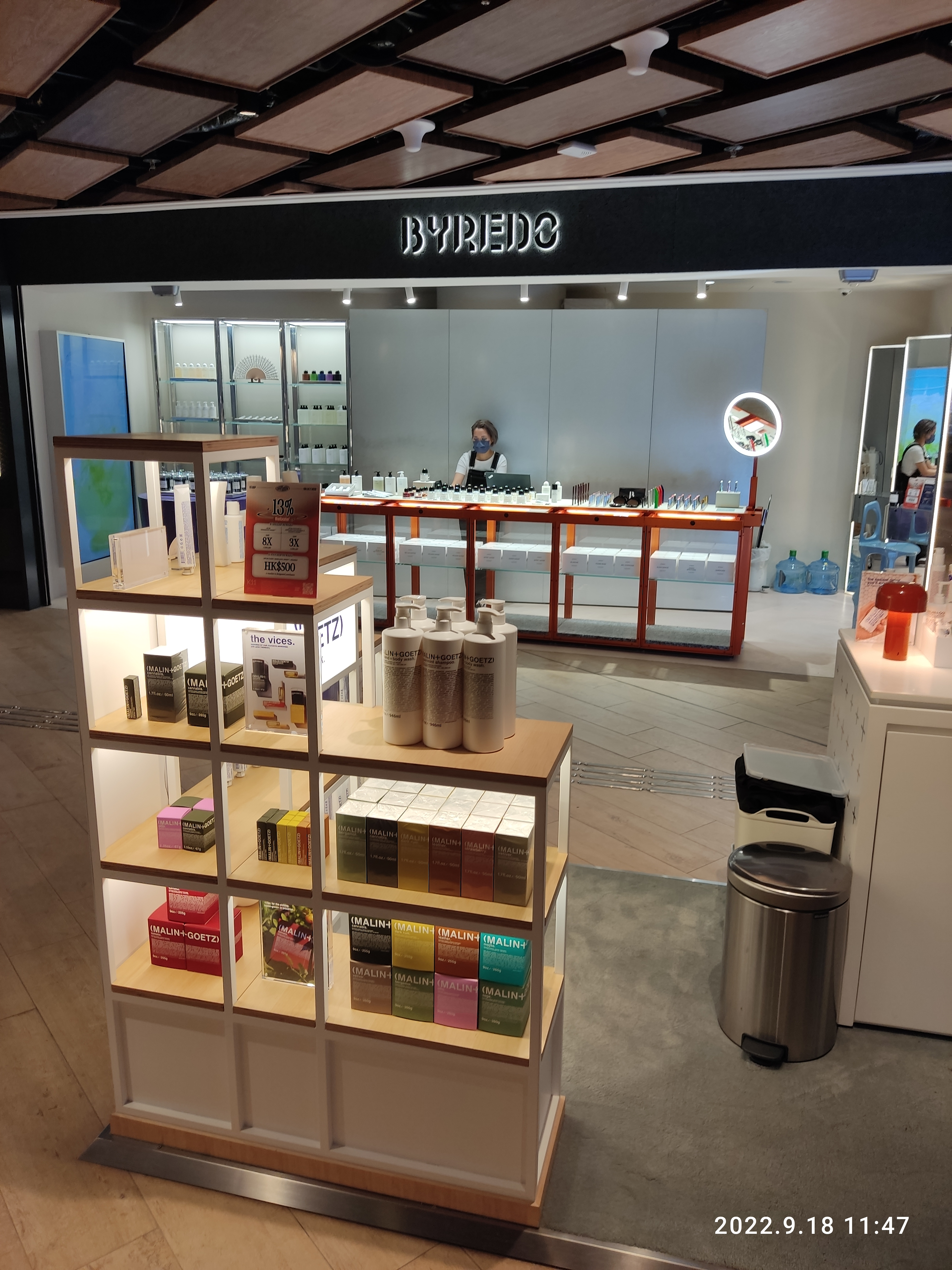
Boutique

### Vie privée
Il est marié et père de deux filles. 